# Brian Power
Brian Power (Canberra, 11 de abril de 1974) es un deportista australiano que compitió en judo. Ganó dos medallas de oro en el Campeonato de Oceanía de Judo en los años 1994 y 1996.

## Palmarés internacional
| Campeonato de Oceanía | Campeonato de Oceanía      | Campeonato de Oceanía | Campeonato de Oceanía |
| Año                   | Lugar                      | Medalla               | Categoría             |
| --------------------- | -------------------------- | --------------------- | --------------------- |
| 1994                  | Sídney (Australia)         | Medalla de oro        | –60 kg                |
| 1996                  | Wellington (Nueva Zelanda) | Medalla de oro        | –60 kg                |